# Örebro kontrakt
Örebro kontrakt var ett kontrakt i Strängnäs stift i Svenska kyrkan. Kontraktet utökades och namnändrades till Norra Närkes kontrakt 1 januari 2018. 
Kontraktskod var 0408. 

## Administrativ historik
Kontraktet omfattar från före 1962
- Almby församling
- Mosjö församling som 2010 uppgick i Mosjö-Täby församling
- Täby församling som 2010 uppgick i Mosjö-Täby församling
- Vintrosa församling som 1962 överfördes till Glanshammars kontrakt
- Tysslinge församling som 1962 överfördes till Glanshammars kontrakt
- Längbro församling
- Ånsta församling som 1954 uppgick i Längbro församling
- Ekers församling som 1954 uppgick i Längbro församling
- Örebro Nikolai församling före 1913 benämnd Örebro församling och därefter till 1 maj 1921 bar namnet Örebro södra församling
- Örebro Olaus Petri församling bildades 1913 och benämndes till 1 maj 1921 Örebro norra församling
- till 1 maj 1883 ingick i kontraktet även de församlingar som då kom att ingå i det då bildade Askers kontrakt

1977 bildades
- Mikaels församling

1995 bildades
- Adolfsbergs församling

2014 tillfördes från Glanshammars och Edsbergs kontrakt
- Edsbergs församling

Kontraktet består sedan 2014 av ett pastorat, Örebro pastorat.